# Å vi e AIK (album)
Å vi e AIK! är ett dubbel samlingsalbum med svenska AIK-sånger. Samlingen släpptes 2002.
På albumet medverkar många kända svenska artister och grupper. 

## Låtlista
CD 1
1. Å vi e AIK - Olle Ljungström, Niklas Strömstedt, Robert Broberg, Dogge Doggelito, Patrik Isaksson, Helena af Sandeberg, Cesar Vidal, Fjodor, Camilla Henemark & Patrik Arve (Text & Musik: Roger Whittaker/Ronald Webster Svensk text: Per Krook/Leonardo Rubio/Roger Nilsson)
2. Underbara lag - Fjodor (Text & Musik: Fjodor)
3. Drömmar av guld - Magnus Lind feat. Norra stå (Text: Magnus Lind Musik: Magnus Lind/Jörgen Löf)
4. Det gyllene snittet - Enocksons elektriska & Space age baby Jane (Text: Anders Ljung Musik: Markus Enochson)
5. Solna stad - Kolsäckarna (Östlund/Doggelito/Vidal/Korhonen/Röhlcke)
6. AIK - Big Fred (Text: Big Fred Musik: Cherno Jah/David Jassy)
7. Torka dina tårar - Niklas Strömstedt (Text & Musik: Håkan Ahlström)
8. La Victoria - El Huracan (Text & Musik: Mano, Paulo & Mariana)
9. AIK - det ä kärlek - Ted Åström feat. Camilla Henemark (Text & Musik: Ted Åström/Camilla Henemark)
10. Alla vi som gett vår själ till AIK - Leo Rubio (Text: Leo Rubio Musik: Leo Rubio/Tomas Bergquist)
11. AAIIKK - Swedish Tiger a.k.a Patrik Arve (Text: Swedish Tiger Musik: Swedish Tiger/Mathias Lindgren)
12. Lycklig man - Mats Rubarth (Text & Musik: Mats Rubarth)
13. Gnaget, gnaget, gamle vän - Stefan Demert (Text: Stefan Demert Musik: Elizabeth Cotten)
14. Råsunda - Sandelin/Ekman feat. Chrstian W (Text & Musik: Sandelin/Ekman/Wahlberg)
15. Black Army - Infinite Mass) (Text & Musik: Amir Chamdin & Rodrigo Pencheff)
16. I mitt Huvudsta-kvarter - Jonas Almquist (Text & Musik: Jonas Almquist)
17. AIK - Råttskit Sthlm (Text: Patrik Arve & Nandor Hegedus Musik: Patrik Arve)
18. Alltid är vi med er - Råsunda motettkör (Text: Per Krook, Leonardo Rubio, Roger Nilsson Musik: Håkan Ahlström)

CD 2
1. AIK-visan - Thore Skogman 1971 (Text: Thore Skogman Musik: Trad.arr Skogman/Carl-Einar Schierman)
2. Ove Rubsamen - Backmans 1986 (Text & Musik: Eriksson/Janemar/Mark)
3. AIK-valsen - Kjell Wigren & Bröderna Lindqvist 1977 (Text & Musik: Erik Ulke/Ivan Michal)
4. Black Army - Intact 1982 (Text & Musik: J-O.Dahl/T.Örnebjär/Keith Almgren)
5. Hetsjakten Stefan Ishizaki-Kurre Hamrin - Olle Palmlöf & Bobbo Krull (Pippirull) 2002 (Tal: Bobbo Krull Text: Bobbo Krull& Olle Palmlöf)
6. Mot nya mål - AIK:s fotbollslag 1986 (Text & Musik: Lasse Westman)
7. Rock'n' roll' me' en boll - Tjotta Olsson, Putte Kock, Frank Soo & AIK:s A-lag 1958 (Text & Musik: Sven Paddock/Walter Larsson)
8. Heja AIK - Bosse Larsson, Kjell Wigren & Bröderna Lindqvist 1977 (Text & Musik: Sven Padock/Bengt Olofsson)
9. Vi älskar AIK - Rolf Björling & Robert Wells 1989 (Text & Musik: Robert Wells)
10. Hetsjakten Teddy Lucic-Sven "Dala" Dahlqvist - Olle Palmlöf & Bobbo Krull (Pippirull) 2002 (Tal: Bobbo Krull Text: Bobbo Krull & Olle Palmlöf)
11. AIK-boogie - Micke "Svullo" Dubois & Robert Wells 1989 (Text & Musik: Robert Wells)
12. AIK-valsen - Ivan Gunnarsson & Eric Ulkes orkester 1929 (Text & Musik: Eric Ulke/Ivan Michal)
13. Fotbollsvalsen - Hilmer Borgeling & Georg Enders orkester 1930 (Text & Musik: Helge Lindberg/Karl-Ewert)
14. Slarvgökens visa/Jag, en del av gnaget - Per Krook 2002 (Text: Per Krook Musik: Trad.arr )
15. Laget heter AIK - Svullo 2002 (Text & Musik: Paul Brynolf/Dave Nerge/Hans Erkendal(Micke Dubois)
16. Raka spåret - Tommy Nilsson & Spring Time Gallery 1991 (Text & Musik: Kjell Jerselius & Jan CF Smedh)
17. Framme vid SM-guld - Niklas Strömstedt 1992 (Text & Musik: Niklas Strömstedt)
18. Å vi e AIK - Black Army 1986 (Text & Musik: Roger Whitaker/Ronald Webster Svensk text: Per Krook/Leonardo Rubio/Roger Nilsson)